# Мартин Федор
Магістр Мартин Федор,  (словац. Martin Fedor; * 4 березня 1974, Повазька Бистриця) — словацький політик, член Парламенту Словаччини. У 2006 році перебував на посаді міністра оборони.

## Професійна кар'єра
- 1992 – 1997 – вивчає політологію зі спеціалізацією в міжнародних відносинах на факультеті філософії Університету Коменського в Братиславі
- 1995 – працював у Міжнародному республіканському інституті (IRI) над програмою розбудови демократії та демократичних інститутів у Словаччині.
- 1996  – 1998 – працював у приватному секторі, спеціалізуючись на менеджменті та маркетингу
- 1998  – 2000 – директор канцелярії прем’єр-міністра Словацької Республіки
- 2000  – 2002 – директор Департаменту міжнародних відносин Словацького демократично-християнського союзу
- 2002 – 2003 – закінчив аспірантуру з економічних і політичних наук Дублінського європейського інституту, де отримав звання магістра економічних наук у сфері європейських економічних і громадських справ (MEconSc.)
- 2003 – консульський відділ Представництва Словацької Республіки в Дубліні

## Політична діяльність
- Червень 2003 року – державний секретар Міністерства оборони
- 1 лютого 2006 року – міністр оборони, тоді Юрай Лішка, подав у відставку після катастрофи військового літака АН-24, в якій загинули 42 людини. Він став наймолодшим членом уряду.
- Після парламентських виборів 2006 року став членом Парламенту від SDKÚ-DS .
- На виборах 2010 року переобраний депутатом Національної ради. У Парламенті працював головою парламентського комітету з питань оборони та безпеки, членом Спеціального контрольного комітету Парламенту з контролю за діяльністю військової розвідки та членом Постійного комітету Парламенту. Делегація Народної Народної Республіки Словаччина в Парламентській Асамблеї НАТО.
- З 2016 року депутат Парламенту Словаччини обирається від партії #SIEŤ. Посів 14 місце, отримав 5919 дійсних преференційних голосів.[1] Був членом комітету заакордонних справ.[2]
- У серпні 2016 року разом із чотирма іншими депутатами вийшов із партії #SIEŤ з планом приєднатися до депутатського клубу МІСТ – ХІД.[3]
- У вересні 2019  року оголосив про свій вихід із клубу «Моста-Хід», завдяки чому урядова коаліція формально втратила парламентську більшість.[4]
- У вересні 2019 року разом із іншим колишнім депутатом від #SIEŤ, а пізніше від MOST-HÍD, Катаріною Чефалваєвою, оголосив про приєднання до партії Томаша Друкера «ХОРОШИЙ ВИБІР».[5]